# Llac de la Bollosa
L'estany de la Bollosa (o Bullosa) ([lə bu'ʎuzə], estàndard [lə bu'ʎozə], en francès lac des Bouillouses) és un llac de 149 hectàrees situat a la part més alta del Capcir, al límit amb l'Alta Cerdanya, a la Catalunya del Nord. La riba occidental pertany al terme comunal d'Angostrina i Vilanova de les Escaldes i l'oriental al terme dels Angles.
Està situat a l'extrem nord-oest del terme comunal dels Angles i al nord-est del d'Angostrina i Vilanova de les Escaldes, i a molt poca distància del Donasà, parçan del País de Foix, regió occitana.

## Història i geografia

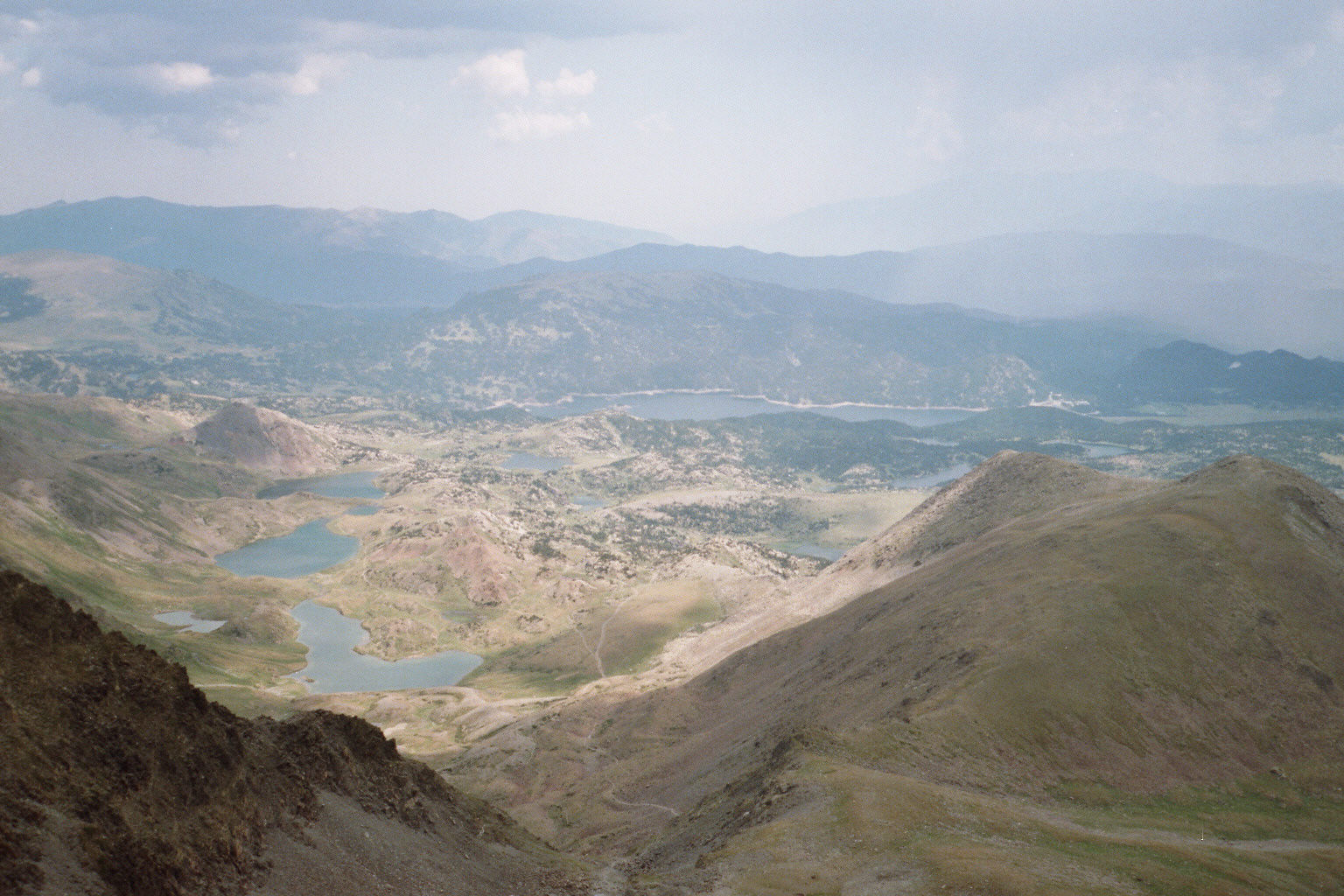
El Llac de la Bollosa, al fons, i els estanys del Carlit (de Sobirans, de Trebens, d'en Gombau i del Castellar) en primer terme.

L'estany de la Bollosa era un seguit d'aiguamolls i basses que s'estenia des del peu del Puig Peric, on neix el riu (a través del Rec de Puig Peric), fins més al sud de la latitud del Carlit. S'aprofità una presa construïda entre el 1903 i el 1910 per a proveir electricitat el Tren Groc i per a regular el cabal de la Tet.
S'alimenta del riu Grava, un afluent de la Tet, i de l'esmentat Rec de Puig Peric. Situat a 2.016 metres d'altitud. Es troba al peu del Carlit i del Puig Peric, envoltat per un conjunt d'estanys, entre aquests, els estanys del Carlit. Representa un paratge natural de gran interès, inclòs com a site naturel classé des del 24 de juny del 1973. És també part del Parc Natural dels Pirineus catalans, que engloba el Pirineu nord-català.
El GR 10, sender de gran recorregut que ressegueix el vessant francès del Pirineu, voreja el llac.

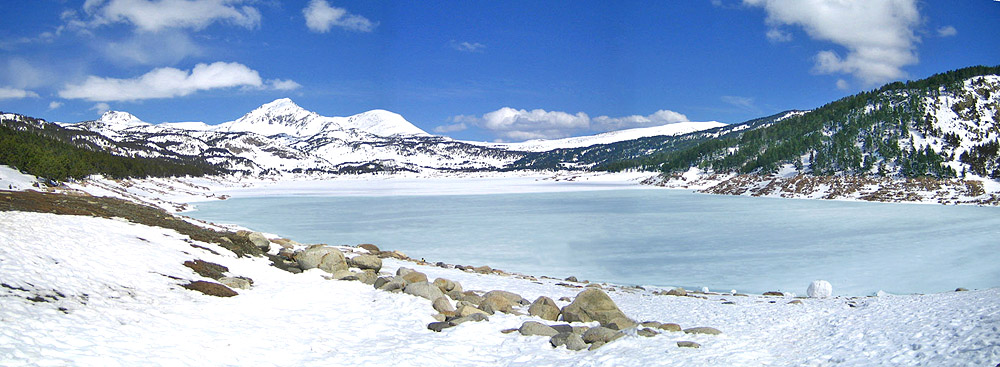
El llac de la Bollosa l'hivern. Al fons, el Puig Peric i el Peric Petit.

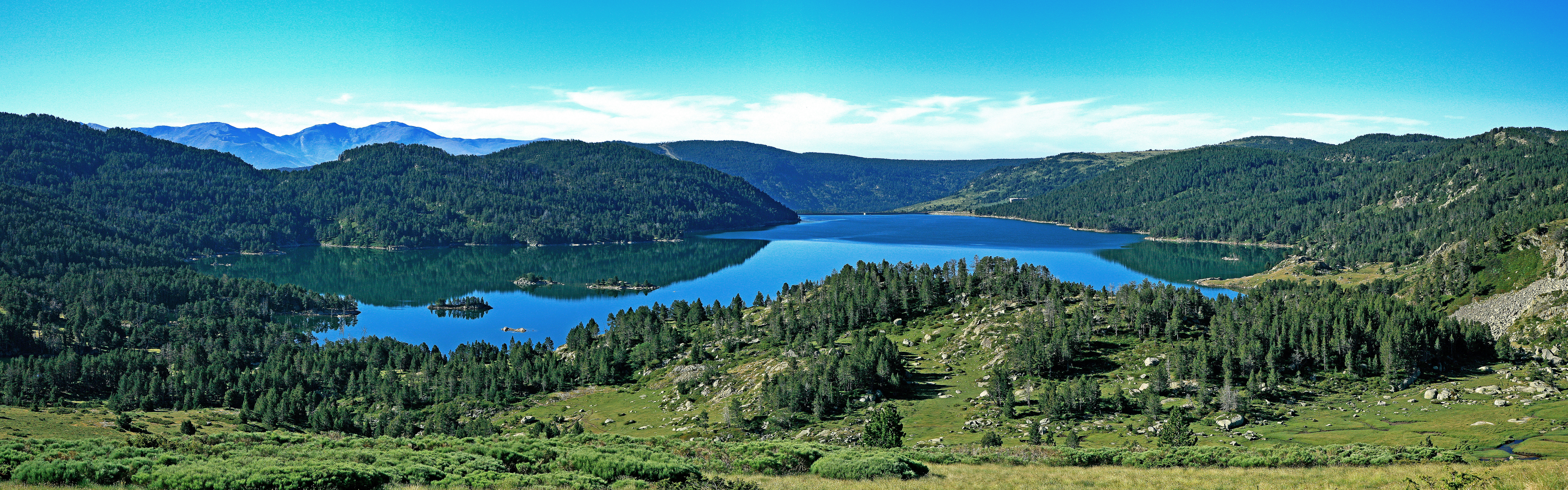
El llac de la Bollosa l'estiu, des de l'angle oposat a l'anterior fotografia.

## Turisme

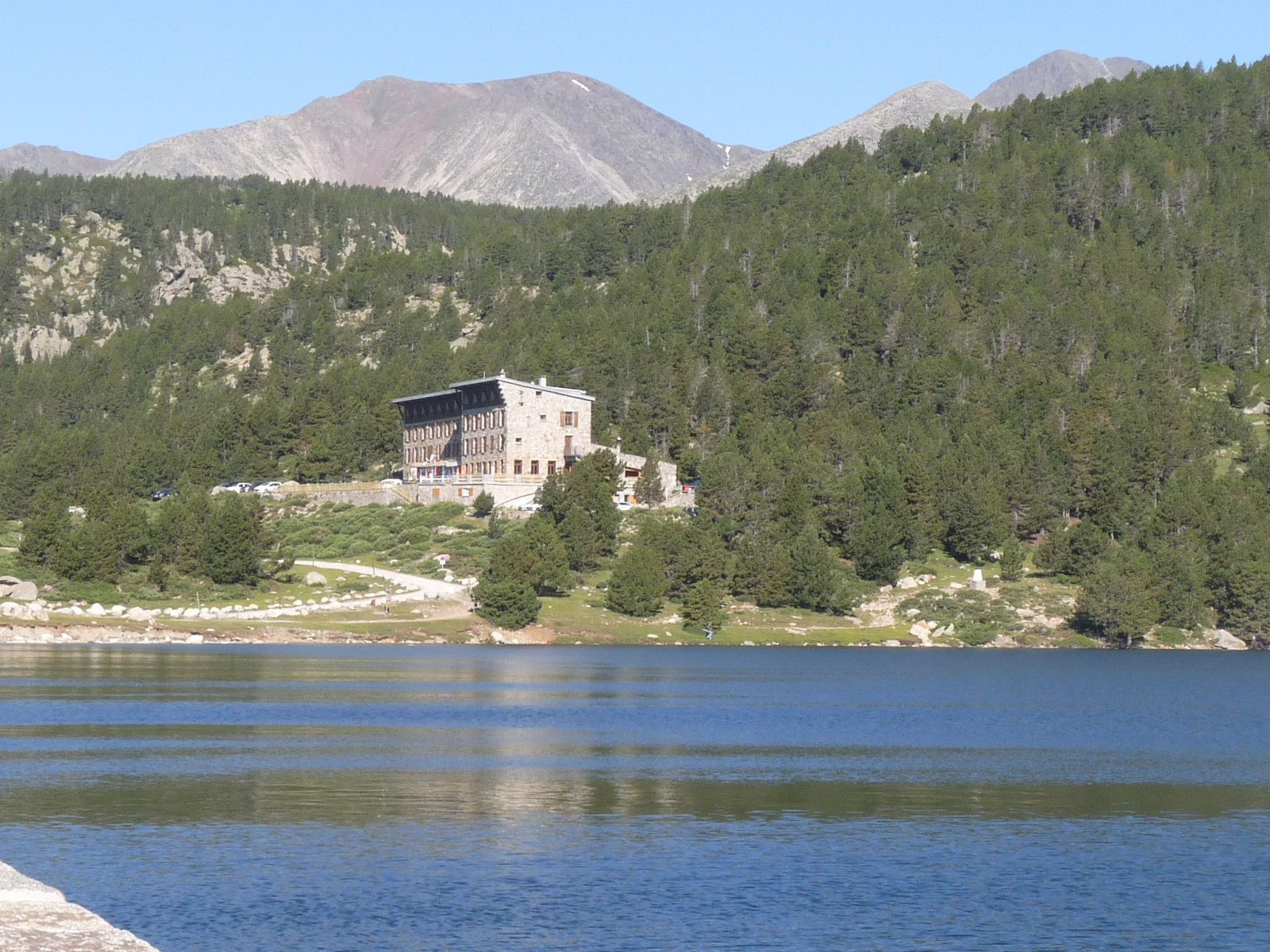
L'Hotel Bones Hores

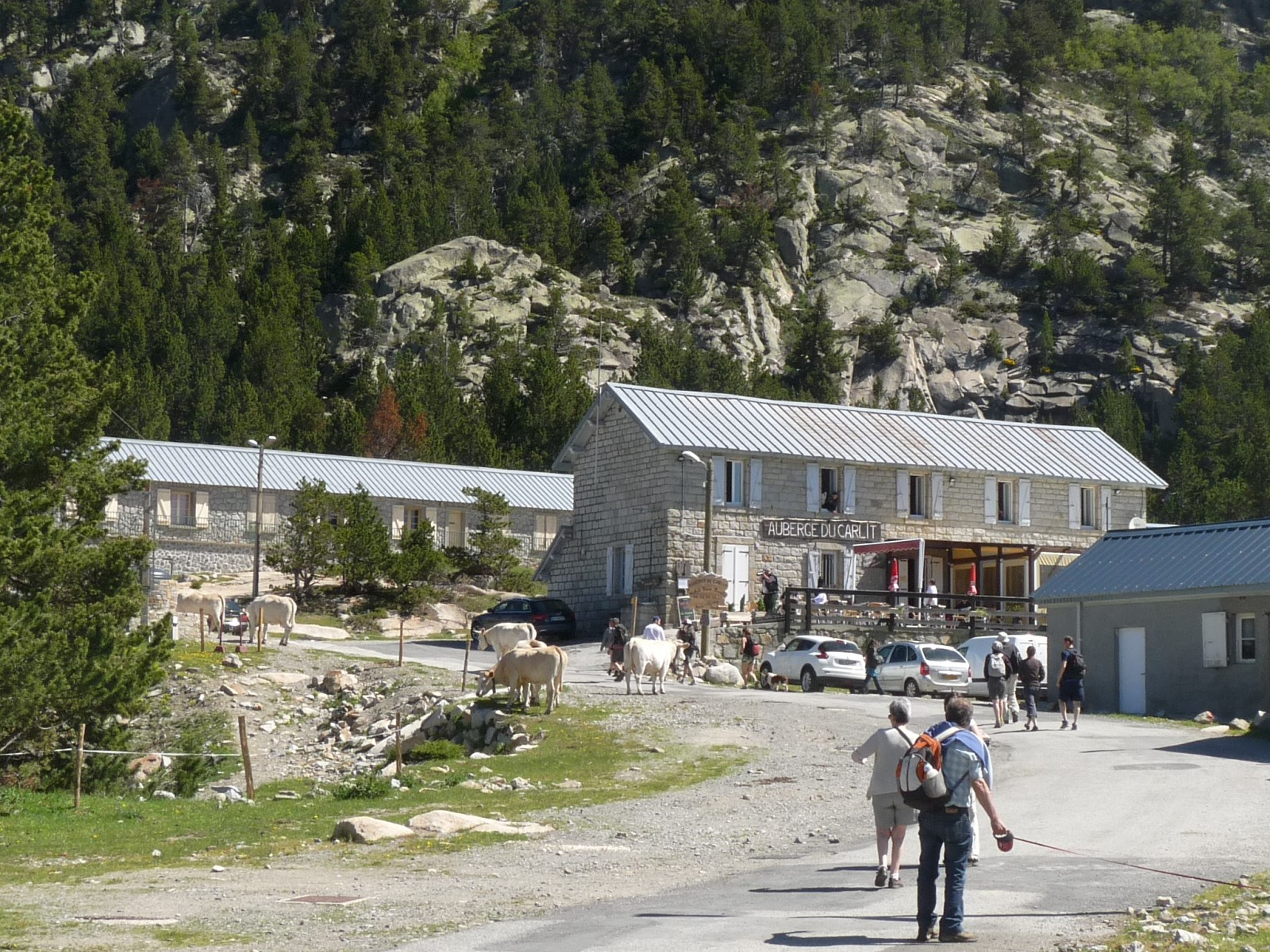
L'Alberg del Carlit

A l'estiu, l'afluència turística hi és tan abundant, que l'accés és restringit el mes de juliol a un autobús que enllaça l'aparcament de baix amb la resclosa.
A més a més, s'hi troben un hotel de muntanya, l'Hotel Bones Hores, situat en el terme d'Angostrina i Vilanova de les Escaldes, i un alberg, l'Alberg del Carlit, situat en el dels Angles.